# 笠鳚
笠鳚（学名：Rhabdoblennius nitidus），又名棒鳚、狗鰷，为輻鰭魚綱鳚形目鳚科棒鳚屬下的一个种，分布於西太平洋日本南部至臺灣、菲律賓、馬來西亞、澳洲大堡礁海域，深度0至2公尺，本魚體延長，稍側扁，頭小，頭頂無冠膜，具眼上鬚、鼻鬚，無頸鬚，唇平滑，具犬齒，體色黃綠色，體側有6至7條橫帶和白色短紋，背鰭硬棘12枚、背鰭軟條18-22枚、臀鰭硬棘2枚、臀鰭軟條19-23枚，體長可達8.3公分，棲息在水淺的珊瑚礁，屬雜食性，以藻類及有機碎屑為食，生活習性不明。